# Johannes Nepomuks kyrka
Sankt Johannes Nepomuks kyrka är en romersk-katolsk vallfartskyrka på Zelená Hora ("Gröna kullen") i staden Žďár nad Sázavou i Tjeckien nära gränsen mellan Böhmen och Mähren. Kyrkan är ritad av Jan Blažej Santini Aichel, en tjeckisk arkitekt som kombinerade borrominisk barock med referenser till gotiska element i både konstruktion och dekoration.
Efter att Romersk-katolska kyrkan förklarat Johannes Nepomuks tunga vara oförmultnad år 1719 påbörjades arbetet att uppföra en kyrka på Zelená Hora, där den sedermera helgonförklarade hade fått sin tidiga undervisning. Den konsekrerades alldeles efter Johannes saligförklarats år 1720, trots att byggnadsarbetena pågick till 1727. Ett halvt århundrade senare, efter en allvarlig brand, gavs taket ett nytt utseende.
Kyrkan, med många inventarier designade av Santini själv, är anmärkningsvärd för sina gotiska element och komplexa symbolik, relativt ovanlig för sin tid. År 1994 blev kyrkan ett världsarv. 